# Australomysis hispida
Australomysis hispida är en kräftdjursart som beskrevs av Nobuyuki Fukuoka och Murano 1994. Australomysis hispida ingår i släktet Australomysis och familjen Mysidae. Inga underarter finns listade i Catalogue of Life.